# Faustball-Weltmeisterschaft
Faustball-Weltmeisterschaften werden von der Internationalen Faustball-Vereinigung (IFA) seit 1968 für Männer, seit 1994 für Frauen, seit 2003 für die männliche Jugend U-18 und seit 2006 für die weibliche Jugend U-18 durchgeführt.

## Männer
| #   | Jahr | Finalort      | Dauer                    | Gold           | Silber      | Bronze      |
| --- | ---- | ------------- | ------------------------ | -------------- | ----------- | ----------- |
| 1.  | 1968 | Linz          | 06.–09. Juli             | BR Deutschland | Österreich  | DDR         |
| 2.  | 1972 | Schweinfurt   | 17.–20. August           | BR Deutschland | Brasilien   | Österreich  |
| 3.  | 1976 | Novo Hamburgo | 09.–10. Oktober          | BR Deutschland | Brasilien   | Österreich  |
| 4.  | 1979 | St. Gallen    | 31. August–02. September | BR Deutschland | Österreich  | Brasilien   |
| 5.  | 1982 | Hannover      | 17.–19. September        | BR Deutschland | Brasilien   | Schweiz     |
| 6.  | 1986 | Buenos Aires  | 10.–12. Oktober          | BR Deutschland | Österreich  | Brasilien   |
| 7.  | 1990 | Vöcklabruck   | 19.–23. September        | BR Deutschland | Österreich  | Brasilien   |
| 8.  | 1992 | Llanquihue    | 23.–29. November         | Deutschland    | Österreich  | Brasilien   |
| 9.  | 1995 | Windhoek      | 29. August–02. September | Deutschland    | Schweiz     | Österreich  |
| 10. | 1999 | Olten         | 25.–29. August           | Brasilien      | Deutschland | Österreich  |
| 11. | 2003 | Porto Alegre  | 16.–23. November         | Brasilien      | Deutschland | Österreich  |
| 12. | 2007 | Oldenburg     | 06.–12. August           | Österreich     | Brasilien   | Deutschland |
| 13. | 2011 | Pasching      | 07.–13. August           | Deutschland    | Österreich  | Brasilien   |
| 14. | 2015 | Córdoba       | 14.–22. November         | Deutschland    | Schweiz     | Österreich  |
| 15. | 2019 | Winterthur    | 11.–17. August           | Deutschland    | Österreich  | Brasilien   |
| 16. | 2023 | Mannheim      | 22.–29. Juli             | Deutschland    | Österreich  | Brasilien   |
| 17. | 2027 | tba           | Juli                     |                |             |             |

### Medaillenspiegel
| # | Land        | Gold | Silber | Bronze |
| - | ----------- | ---- | ------ | ------ |
| 1 | Deutschland | 13   | 02     | 01     |
| 2 | Brasilien   | 02   | 04     | 07     |
| 3 | Österreich  | 01   | 08     | 06     |
| 4 | Schweiz     | 0    | 02     | 01     |
| 5 | DDR         | 0    | 0      | 01     |

## Frauen
| #   | Jahr | Ort               | Dauer               | Gold        | Silber      | Bronze                 |
| --- | ---- | ----------------- | ------------------- | ----------- | ----------- | ---------------------- |
| 1.  | 1994 | Buenos Aires      | 07.–09. Oktober     | Deutschland | Österreich  | Brasilien              |
| 2.  | 1998 | Villach/Linz      | 02.–05. September   | Deutschland | Schweiz     | Österreich             |
| 3.  | 2002 | Curitiba          | 06.–10. November    | Schweiz     | Brasilien   | Deutschland Österreich |
| 4.  | 2006 | Jona              | 27.–30. Juli        | Deutschland | Brasilien   | Österreich             |
| 5.  | 2010 | Santiago de Chile | 18.–21. November    | Brasilien   | Deutschland | Österreich             |
| 6.  | 2014 | Dresden           | 30. Juli–03. August | Deutschland | Österreich  | Brasilien              |
| 7.  | 2016 | Curitiba          | 23.–30. Oktober     | Deutschland | Brasilien   | Schweiz                |
| 8.  | 2018 | Linz              | 24.–28. Juli        | Deutschland | Schweiz     | Brasilien              |
| 9.  | 2021 | Grieskirchen      | 28.–31. Juli        | Deutschland | Österreich  | Schweiz                |
| 10. | 2024 | Montecarlo        | 7.–10. November     | Brasilien   | Deutschland | Schweiz                |

### Medaillenspiegel
| # | Land        | Gold | Silber | Bronze |
| - | ----------- | ---- | ------ | ------ |
| 1 | Deutschland | 7    | 2      | 1      |
| 2 | Brasilien   | 2    | 3      | 3      |
| 3 | Schweiz     | 1    | 2      | 3      |
| 4 | Österreich  | 0    | 3      | 4      |

## Männliche Jugend U-18
| #   | Jahr | Ort           | Dauer                   | Gold        | Silber      | Bronze             |
| --- | ---- | ------------- | ----------------------- | ----------- | ----------- | ------------------ |
| 01. | 2003 | Bozen         | 19.–20. Juni            | Brasilien   | Österreich  | Deutschland        |
| 02. | 2006 | Llanquihue    | 04.–07. Januar          | Deutschland | Brasilien   | Schweiz Österreich |
| 03. | 2009 | Swakopmund    | 01.–04. Januar          | Deutschland | Schweiz     | Brasilien          |
| 04. | 2010 | Lloret de Mar | 22.–25. Juli            | Deutschland | Brasilien   | Schweiz            |
| 05. | 2012 | Cali          | 26.–29. Juli            | Brasilien   | Schweiz     | Deutschland        |
| 06. | 2014 | Pomerode      | 16.–20. April           | Deutschland | Brasilien   | Österreich         |
| 07. | 2016 | Nürnberg      | 20.–24. Juli            | Deutschland | Österreich  | Brasilien          |
| 08. | 2018 | Roxbury       | 11.–15. Juli            | Brasilien   | Deutschland | Österreich         |
| 09. | 2021 | Grieskirchen  | 29. Juli–1. August      | Deutschland | Österreich  | Brasilien          |
| 10. | 2024 | Llanquihue    | 31. Oktober–3. November | Deutschland | Brasilien   | Österreich         |
| 11. | 2026 | Reiden        | 23. Juli–26. Juli       |             |             |                    |

Anmerkung:
- Die 9. Austragung der U-18-Faustball-Weltmeisterschaft der Männer war ursprünglich für den 22.–26. Juli 2020 angesetzt, wurde aufgrund der COVID-19-Pandemie aber auf 2021 verschoben.

### Medaillenspiegel
| # | Land        | Gold | Silber | Bronze |
| - | ----------- | ---- | ------ | ------ |
| 1 | Deutschland | 7    | 1      | 2      |
| 2 | Brasilien   | 3    | 4      | 3      |
| 3 | Österreich  | 0    | 3      | 4      |
| 4 | Schweiz     | 0    | 2      | 2      |

## Weibliche Jugend U-18
| #   | Jahr | Ort           | Dauer                     | Gold        | Silber      | Bronze               |
| --- | ---- | ------------- | ------------------------- | ----------- | ----------- | -------------------- |
| 1.  | 2006 | Llanquihue    | 04.–07. Januar            | Deutschland | Schweiz     | Brasilien Österreich |
| 2.  | 2009 | Swakopmund    | 01.–04. Januar            | Österreich  | Deutschland | Schweiz              |
| 3.  | 2010 | Lloret de Mar | 22.–25. Juli              | Deutschland | Österreich  | Schweiz              |
| 4.  | 2012 | Cali          | 26.–29. Juli              | Österreich  | Deutschland | Brasilien            |
| 5.  | 2014 | Pomerode      | 16.–20. April             | Deutschland | Österreich  | Brasilien            |
| 6.  | 2016 | Nürnberg      | 20.–24. Juli              | Deutschland | Brasilien   | Schweiz              |
| 7.  | 2018 | Roxbury       | 11.–15. Juli              | Deutschland | Brasilien   | Österreich           |
| 8.  | 2021 | Grieskirchen  | 29. Juli–1. August        | Deutschland | Österreich  | Brasilien            |
| 9.  | 2024 | Llanquihue    | 31. Oktober – 3. November | Österreich  | Deutschland | Schweiz              |
| 10. | 2026 | Reiden        | 23. Juli – 26. Juli       |             |             |                      |

Anmerkung:
- Die 8. Austragung der U-18-Faustball-Weltmeisterschaft der Frauen war ursprünglich für den 22.–26. Juli 2020 angesetzt, wurde aufgrund der COVID-19-Pandemie aber auf 2021 verschoben.

### Medaillenspiegel
| # | Land        | Gold | Silber | Bronze |
| - | ----------- | ---- | ------ | ------ |
| 1 | Deutschland | 6    | 3      | 0      |
| 2 | Österreich  | 3    | 3      | 2      |
| 3 | Brasilien   | 0    | 2      | 4      |
| 4 | Schweiz     | 0    | 1      | 4      |